# Tectocepheus velatus
Tectocepheus velatus är en kvalsterart som först beskrevs av Michael 1880.  Tectocepheus velatus ingår i släktet Tectocepheus och familjen Tectocepheidae. Arten är reproducerande i Sverige.

## Underarter
Arten delas in i följande underarter:
- T. v. velatus
- T. v. clavatus
- T. v. expansus
- T. v. granulatus
- T. v. sarekensis
- T. v. tenuis
- T. v. universitatum